# Vespiodes conopeus
Vespiodes conopeus is een vliegensoort uit de familie Mydidae. De wetenschappelijke naam van de soort is, geplaatst in het geslacht Leptomydas, voor het eerst geldig gepubliceerd in 1935 door Sack.
De soort komt voor in Zuid-Afrika.